# Bathyoncus tantulus
Bathyoncus tantulus är en sjöpungsart som beskrevs av Monniot 1991. Bathyoncus tantulus ingår i släktet Bathyoncus och familjen Styelidae. Inga underarter finns listade.